# Чатай
Чатай (словац. Čataj) — село, громада округу Сенець, Братиславський край, південно-західна Словаччина. Кадастрова площа громади — 12,87 км². Протікає Віштуцький потік.
Населення 1167 осіб (станом на 31 грудня 2017 року).

## Історія
Чатай згадується 1244 року.

## Населення
| Рік:            | 1994. | 2004.   | 2014.    | 2024.   |
| --------------- | ----- | ------- | -------- | ------- |
| Кількість осіб: | 952   | 972     | 1154     | 1191    |
| Різниця:        |       | +2,10 % | +18,72 % | +3,20 % |

| Рік:            | 2023. | 2024.   |
| --------------- | ----- | ------- |
| Кількість осіб: | 1210  | 1191    |
| Різниця:        |       | -1,57 % |